# Alopochen
Alopochen là một chi chim trong họ Vịt.

## Các loài
- Alopochen aegyptiaca

Ngoài ra còn ba loại có nguy cơ tuyệt chủng:
- Alopochen sirabensis
- Alopochen mauritiana
- Alopochen kervazoi